# Horst Baron
Horst Baron (ur. 14 marca 1962) – niemiecki aktor filmów pornograficznych.
W jego dorobku widnieje ponad 370 filmów. Występował także jako Horst Stramka, Horst Stramm, Horst S. i Horst.

## Kariera

### Początki kariery w branży porno
Pochodzi z Düsseldorfu. Wszedł do branży filmów dla dorosłych w 1994, szybko zdobywając reputację „dżentelmena z przemysłu porno”. Pracował dla takich niemieckich wytwórni jak DBM Video, Touch Video, Magma Film, XY Video, Multi-Media-Verlag (MMV), MTC, Sedesex Films czy Videorama. Początkowo brał udział w scenach wraz ze swoją ówczesną żoną Dianą Briant, m.in. w amatorskiej serii Puaka To mniej więcej są państwa sąsiedzi – odc. 21 (Sind das etwa Ihre Nachbarn: Teil 21, 1997).
Wystąpił w parodii serialu Słoneczny patrol – Babewatch 5 (1999), Kto jest szefem? (Ich bin der Boss, 2002) jako zubożały hrabia Beckstein, Szkoła uwodzenia (Eiskalte Engel, 2002) w roli Pana Sandemanna, Divino Dante (2003) z Melissą Lauren, Der goldene Käfig (2009) w scenie masturbacji i Fetish – Der Meister (2002) jako mistrz fetyszu. Harry S. Morgan zatrudnił go do Teeny Exzesse 68: Kesse Bienen (2002) z Sybel.

### Kariera w Europie
Znalazł się na arenie międzynarodowej, gdy w 2001 wystąpił w pierwszej amerykańskiej dystrybucji Wicked Pictures, francuskiej produkcji Vidéo Marc Dorcel Désir Fatal (2001).
Był księdzem w filmach Goldlight – Klasztor zatracenia (Kloster der Sunde, 2003) i Gospodyni wikariusza (Haushalterin des Pfarrers, 2005). Grał we włoskich realizacjach Mario Salieri Entertainment Group takich jak Leggenda del pirata nero (2001)/Divina (2001) z Sophie Evans, Żona nauczyciela (La femme du prof, 2002) jako surowy profesor Ronaldo i Dossier Prostituzione (2003) z Katsuni.
W kostiumowym filmie Faust (2002), uhonorowanym hiszpańską nagrodą Ninfa na Festival Internacional de Cine Erótico de Barcelona w kategorii „Najlepszy hiszpańskojęzyczny film”, w reżyserii Mario Salieriego, wystąpił w roli niemieckiego żołnierza podczas II wojny światowej w scenie triolizmu (w tym blowjob) z Katsuni i Steve’em Holmesem. W parodii porno powieści Pinokio Carla Collodiego – Penocchio (2002) został obsadzony przez Salieriego w roli żebraka.
W produkcji gonzo Evil Angel Euro Domination 9 (2006) w reż. Christopha Clarka wziął udział w scenie seksu grupowego. Grał Franka w komediodramacie A jeśli przypadkiem pewnego ranka... (Per Caso una Mattina (2006). Był obsadzany we francuskich filmach Vidéo Marc Dorcel, w tym Les Jambes en l’Air (2001) z Cristiną Bellą i Russian Institute: Lesson 11: Pony Club (2008) z Tarrą White. Wystąpił też w realizacjach Private Media Group, m.in.: Private Tropical 18: Puertorican Affairs (2005) z Angel Dark czy Private Gold 89: X-Girls (2007) z Nikky Blond.
Film Vidéo Marc Dorcel Melanie (La Jouisseuse, 2002), w którym zagrał szefa głównej bohaterki, został uhonorowany Venus Award 2003 za najlepszy film francuski. Z kolei w produkcji Magmafilm Ósmy grzech (Die 8. Sünde, 2002), która zdobyła Venus Award 2003 w kategorii najlepszy film niemiecki, pojawił się jako anioł Ilas. Film Private Gold 67: Millionaire 1 (2003), gdzie wystąpił jako Hans von Reiben, w 2004 otrzymał nagrodę Ninfa na Festival Internacional de Cine Erótico de Barcelona w kategorii „Najlepsze DVD” oraz Venus Award w dwóch kategoriach: „Najlepszy film europejski” i „Najlepsza produkcja DVD - Niemcy”.
W 2005 dwa filmy z jego udziałem zdobyły EroticLine Award: Hard Movie Project/Der Boss (2005) w kategorii „Najlepszy film niemiecki” i Robinson Crusoe na wyspie grzechu (Private Gold 72: Robinson Crusoe on Sin Island, 2005) w roli kapitana Bonneta w kategorii „Najlepszy film międzynarodowy”, a także AVN Award 2006 w kategorii „Najlepszego film zagraniczny”.
19 października 2006 w Berlinie został uhonorowany EroticLine Award w kategorii „Najlepszy aktor”. W 2006 pastisz filmu Gwiezdne wojny: część IV – Nowa nadzieja – Private Gold 81: Porn Wars 1 (2006), gdzie zagrał postać Klanza, był nominowany do XRCO Award w kategorii „Najlepsza komedia lub parodia”.
W 2008 film Private Media Group Kasyno grzechu (Casino, No Limit, 2008) z jego udziałem został nagrodzony EroticLine Award w dwóch kategoriach: „Najlepszy film europejski” i „Najlepszy film wysokobudżetowy” oraz otrzymał nagrodę Ninfa jako „Najlepszy film”, a w 2009 był nominowany do XBIZ Award w kategorii „Najlepszy film roku”.
W wysokobudżetowym dreszczowcu Dziennikarka (The Journalist, 2012), osadzonym w świecie międzynarodowego dziennikarstwa, zagrał postać wpływowego polityka, podejrzanego o utrzymywanie związków ze swingersami i kobietami o złej reputacji, a który jest mężem młodej francuskiej dziennikarki. Film był nominowany do AVN Award w kategorii „Najlepszy zagraniczny film roku”, „Najlepsze sceny seksu w zagranicznej produkcji” i „Najlepszy reżyser zagranicznej produkcji” (Pascal Lucas) oraz XBiz Award w kategorii „Europejska premiera fabularna roku”.
W 2022 znalazł się na piątym miejscu listy 21. najlepszych niemieckich gwiazd porno portalu EuroSexScene.com.

### Obecność w kulturze masowej
Uczestniczył w audycji radiowej Radio Brennt Popstars fragen Poppstars.
W 2003 został obsadzony w roli przestępcy Mike’a w jednym z odcinków jedenastego sezonu serialu kryminalnego RTL Kobra – oddział specjalny (Alarm für Cobra 11 – Die Autobahnpolizei) pt.: Fałszywe sygnały (Falsche Signale) z Erdoğanem Atalayem i Christianem Oliverem.
Był dublerem w dramacie psychologicznym Larsa von Triera Antychryst (Antichrist, 2009), gdzie wraz z Mandy Starship zastępował Willema Dafoe i Charlotte Gainsbourg w odważniejszych scenach erotycznych. Światowa premiera filmu miała miejsce 18 maja 2009 podczas 62. MFF w Cannes.
W szwajcarskiej komedii Monsieur Brucco: Ein Albaner und die zwei Koffer (2016) grał rolę dyrektora HR zarządzającego usługami Human Resources i był odpowiedzialny za: proces rekrutacji, rozwój organizacji, szkolenia, rozwój pracowników, wysoką wydajność, sprawozdania, administrację i rozwój działu kadr. Trafił do obsady przygodowego dramatu biograficznego Petera Greenawaya Pieszo do Paryża (Walking to Paris, 2019) z Carlą Juri.
W latach 2019–2020 studiował metody aktorskie, techniki Sanforda Meisnera i aktorstwa filmowego w ZES Centrum Rozwoju Aktorstwa (Zentrum für Entwicklung im Schauspiel) w Embrachu.

## Życie prywatne
Po tym, jak jego żona Diana wycofała się z branży porno w 2004, również rozwiodła się z nim. Wyprowadziła się od niego z córką, pozostawiając mu na wychowanie syna. Zamieszkał w Zurychu w Szwajcarii.

## Nagrody i nominacje
| Rok  | Nagroda                                           | Kategoria                               | Film                                                | Rola                             | Rezultat  |
| ---- | ------------------------------------------------- | --------------------------------------- | --------------------------------------------------- | -------------------------------- | --------- |
| 2001 | Venus Award                                       | Najlepszy niemiecki aktor               | –                                                   | –                                | Nominacja |
| 2002 | Festival International de l’Erotisme de Bruxelles | Najlepszy aktor międzynarodowy (Niemcy) | –                                                   | –                                | Wygrana   |
| 2002 | Venus Award                                       | Najlepszy aktor (Niemcy)                | –                                                   | –                                | Wygrana   |
| 2004 | European-X-Award                                  | Najlepszy aktor (Niemcy)                | –                                                   | –                                | Nominacja |
| 2004 | Ninfa                                             | Najlepszy aktor drugoplanowy            | Orgías Escolares (2004)                             | dyrektor szkoły                  | Nominacja |
| 2005 | Ninfa                                             | Najlepszy aktor                         | Salieri Airlines (2005)                             | pilot samolotu                   | Nominacja |
| 2006 | EroticLine Award                                  | Najlepszy aktor                         | –                                                   | –                                | Wygrana   |
| 2009 | Hot d’Or                                          | Najlepszy aktor europejski              | Rozliczanie rachunków (Règlements de Comptes, 2008) | potentat syndykatu przestępczego | Nominacja |